# Айзпуриетис, Эмилс
Эмилс Айзпуриетис (латыш. Emīls Aizpurietis; род. 3 ноября 2004) — латвийский футболист, полузащитник клуба «Метта».

## Карьера
Футболом начал заниматься в академии футбольного клуба «Албертс». В возрасте 9 лет перебрался в клуб «Метта». В клубе футболист выступал с командой 2004 года рождения, вместе с которой неоднократно становился призёром различных юношеских турниров. В 2021 года футболист отправился выступать в клуб «Скансте», вместе с которым по итогу сезона стал победителем Второй Лиги и тем самым помог выйти в Первую Лигу. В 2021 году также продолжил выступать за фарм-клуб, за который успел отличился 2 забитыми голами.
Перед началом нового сезона 2023 года футболист был переведён в основную команду клуба. Первые матчи в сезоне футболист всё равно начал в составе «Скансте». Дебютный матч за основную команду и в чемпионате сыграл 25 апреля 2023 года против «Риги», выйдя на замену на 76 минуте.

## Международная карьера
Международную карьеру начинал в составе юношеской сборной Латвии до 16 лет. В 2023 году получил вызов в юношескую сборную Латвии до 19 лет. Дебютировал за сборную 12 февраля 2023 года в товарищеском матче против Словении. В марте 2023 года вместе со сборной принимал участие в квалификационных матчах на юношеский чемпионат Европы.

## Достижения
«Скансте»
- Победитель Второй лиги: 2021